# Let It Go (singel Alexandry Burke)
Let It Go to singel brytyjskiej piosenkarki pop/R&B Alexandry Burke. Jest to drugi singel z drugiego albumu "Heartbreak on Hold". Autorami tekstu są Belle Humble, Mich Hansen, Jason Gill, natomiast produkcją singla zajęli się Cutfather oraz Jason Gill. W Wielkiej Brytanii singel został wydany 25 maja 2012 roku w formacie digital download.

## Format wydania
Digital download
1. "Let It Go" – 3:28

Digital EP
1. "Let It Go" – 3:28
2. "Let It Go" (Bimbo Jones Remix) – 3:15
3. "Let It Go" (Rui Da Silva Remix) – 7:53
4. "Let It Go" (Digital Dog Remix) – 7:38

## Notowania
| Lista                                         | Najwyższa pozycja |
| --------------------------------------------- | ----------------- |
| Irish Singles Chart (Irlandia)                | 41                |
| The Official Charts Company (Szkocja)         | 27                |
| The Official Charts Company (Wielka Brytania) | 33                |